# Ельничная (Курганская область)
Ельничная — деревня в Шадринском районе Курганской области. Входит в состав Дëминского сельсовета.

## История
До 1917 года в составе Макаровской волости Шадринского уезда Пермской губернии. По данным на 1926 год деревня Зевакина состояла из 60 хозяйств. В административном отношении входила в состав Дëминского сельсовета Батуринского района Шадринского округа Уральской области.
В 1964 году Указом Президиума ВС РСФСР деревня Зевакина переименована в Ельничную.

## Население
| 1989 | 2002 | 2010 |
| ---- | ---- | ---- |
| 84   | ↘68  | ↘53  |

По данным переписи 1926 года в деревне проживало 267 человек (129 мужчин и 138 женщин), в том числе: русские составляли 100 % населения.
Согласно результатам Всероссийской переписи населения 2002 года, в национальной структуре населения русские составляли 100 %.